# Miconia maximowicziana
Miconia maximowicziana är en tvåhjärtbladig växtart som beskrevs av Célestin Alfred Cogniaux. Miconia maximowicziana ingår i släktet Miconia och familjen Melastomataceae. Inga underarter finns listade i Catalogue of Life.